# 선행천
선행천(仙杏川)은 인천광역시 강화군 선원면 선행리 혈구산에서 발원하여 선원면 창리에서 동락천으로 유입하는 하천이다. 선행교에서 동락천 합류부까지 2.76 km는 지방하천으로 관리되고, 선행교로부터 서쪽으로 2.0 km 이어지는 구간은 강화군의 소하천으로 관리되고 있다. 혈구산 쪽의 최상류는 선화천이라고도 한다. 선화(仙花)는 선행리의 마을 이름이다.

## 지류
- 동락천
  - 선행천
    - 남산천: 남산의 남사면에서 발원하여 선행천으로 합류한다.[2]